# Donaldson (Pennsilvània)
Donaldson és una concentració de població designada pel cens dels Estats Units a l'estat de Pennsilvània. Segons el cens del 2000 tenia 325 habitants.

## Demografia
Segons el cens del 2000, Donaldson tenia 325 habitants, 128 habitatges, i 86 famílies. La densitat de població era de 1.140,8 habitants per quilòmetre quadrat.
Dels 128 habitatges en un 32% hi vivien nens de menys de 18 anys, en un 52,3% hi vivien parelles casades, en un 7% dones solteres, i en un 32,8% no eren unitats familiars. En el 27,3% dels habitatges hi vivien persones soles el 13,3% de les quals corresponia a persones de 65 anys o més que vivien soles. El nombre mitjà de persones vivint en cada habitatge era de 2,54 i el nombre mitjà de persones que vivien en cada família era de 3,1.
Per edats la població es repartia de la següent manera: un 27,1% tenia menys de 18 anys, un 6,8% entre 18 i 24, un 24,6% entre 25 i 44, un 22,8% de 45 a 60 i un 18,8% 65 anys o més.
L'edat mediana era de 37 anys. Per cada 100 dones de 18 o més anys hi havia 100,8 homes.
La renda mediana per habitatge era de 30.750 $ i la renda mediana per família de 33.750 $. Els homes tenien una renda mediana de 29.750 $ mentre que les dones 18.977 $. La renda per capita de la població era de 12.455 $. Entorn del 5% de les famílies i el 5% de la població estaven per davall del llindar de pobresa.

## Poblacions properes
El següent diagrama mostra les poblacions més properes.